# Орикова
Орикова (рум. Oricova) — село в Каларашском районе Молдавии. Входит в состав города Калараш.

## География
Село расположено на высоте 215 метров над уровнем моря.

## Население
По данным переписи населения 2004 года, в селе Орикова проживает 144 человека (73 мужчины, 71 женщина).
Этнический состав села:
| Национальность | Число жителей | Процентный состав |
| -------------- | ------------- | ----------------- |
| молдаване      | 137           | 95.14             |
| украинцы       | 4             | 2.78              |
| русские        | 3             | 2.08              |
| Всего          | 144           | 100 %             |